# 李邕

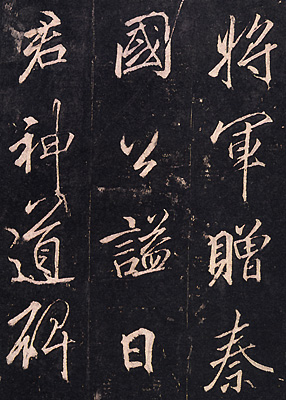
『李思訓碑』（部分）

李 邕（り よう、678年 - 747年）は、中国唐の書家。字は泰和。鄂州江夏県鐘台山（現在の湖北省咸寧市咸安区大幕郷）の出身。本貫は趙郡柏人県。父は『文選』の注釈で有名な李善。子に李穎・李岐（字は伯道）・李翹がいる。

## 生涯
盛唐の名臣で、留台侍御史のときに譙王李重福を討伐して戦功を挙げた。玄宗のとき北海郡太守に任命されたので、世に李北海と呼ばれる。英才で文名高く、また行書の名手であった。碑文の作に優れ、撰書すること実に800本にのぼり、巨万の富を得たといわれる。
晩年は唐の宗室である李林甫に警戒され、投獄され杖殺されて非業の死を遂げた。享年70。

## 書碑
代表的な書碑に『李思訓碑』（りしくんひ）、『麓山寺碑』（ろくざんじひ）、『法華寺碑』（ほっけじひ）、『少林寺戒壇銘』（しょうりんじかいだんめい）、『李秀碑』（りしゅうひ）、『東林寺碑』（とうりんじひ）などがある。

### 李思訓碑
全名は『雲麾将軍李思訓碑』（うんきしょうぐん りしくんひ）といい、建碑は開元27年（739年）以後。碑の高さは342cm、幅は145cm。碑文は30行で、各行70字あり、書体は行書である。陝西省渭南市蒲城県の橋陵（きょうりょう）に現存するが、下半分は文字が浸滅している。書風は痩勁で骨格鋭く、筆勢もあり結体も明確である。
李思訓は唐の宗室の出身で、北画の祖といわれる有名な画家であり、子の李昭道とともに、大李・小李と称された。開元4年（716年）65歳で歿し、4年後に睿宗の陵墓の橋陵に陪葬された。碑文に見える李思訓の甥の李林甫の官名から推量すると、建碑は開元27年以後になり、筆者李邕61歳以後の書となる。

### 麓山寺碑
建碑は開元18年（730年）。碑文は28行で、各行56字あり、書体は行書で、湖南省長沙市岳麓区の岳麓書院に現存する。碑の篆額には「麓山寺碑」の4字を刻し、碑末の年記の次に「江夏黄仙鶴刻」とあるが、仙鶴とは李邕のことであるという。碑は宋代の頃から、剥落がひどく、拓本で佳品は稀である。麓山寺は嶽麓寺（がくろくじ）ともいわれることから、この碑を『嶽麓寺碑』ともいう。

### 法華寺碑
建碑は開元23年（735年）。李邕が括州刺史のときに文を撰して行書体で書いたもので、57歳の作である。碑の記末に「刻字者は東海の伏霊芝」とあるが、麓山寺碑の仙鶴と同様、伏霊芝も李邕のこととされている。原碑が元末に亡失したため、碑の大きさや碑額は不明であるが、翻刻では23行、各行52字になっている。
法華寺は東晋の安帝の義熙13年（417年）、釈曇翼が秦望山の西北の地に創建したもので、碑はその曇翼の頌徳碑である。